# جوناثان ليثيم
جوناثان آلن ليثيم (بالإنجليزية: Jonathan Allen Lethem)‏، وُلد يوم 19 فبراير عام 1964، وهو روائي أمريكي، وكاتب مقالات، وكاتب قصص قصيرة. نُشرت أولى رواياته بندقية، وموسيقى عابرة التي كانت من نوع يمزج بين الخيال العلمي والخيال البوليسي، في عام 1994. نشر ليثيم في عام 1999 روايته بروكلين بلا أم التي فازت بجائزة مجموعة نقاد الكتب الوطنية وحققت نجاحًا سائدًا. نشر ليثيم في عام 2003 رواية حصن العزلة التي صارت ضمن قائمة نيويورك تايمز لأكثر الكتب مبيعًا. وحصل ليثيم على زمالة ماك آرثر في عام 2005. حصل ليثيم على درجة أستاذ روي إي. ديزني في الكتابة الإبداعية بكلية بومونا اعتبارًا من عام 2011.

## مطلع حياته
وُلد ليثيم في بروكلين (نيويورك) لوالدته جوديث فرانك ليثيم، التي كانت ناشطةً سياسيةً، ووالده ريتشارد براون ليثيم، الذي كان رسامًا طلائعيًا. كان جوناثان الابن الأكبر ضمن الأبناء الثلاثة لوالديه. وكان والده بروتستانتي المذهب، من أصول اسكتلندية وإنجليزية، وكانت والدته يهوديةً ذات جذور ألمانية وبولندية وروسية. أصبح أخوه فنانًا، وشارك في حركة الهيب هوب الفنية بمدينة نيويورك، وأصبحت أخته مصورةً فوتوغرافيةً وكاتبة ومترجمة. عاشت عائلة ليثيم في كميونة بمدينة بروكلين ما قبل الاستطباق في القطاع الشمالي من حي غاواناس، الذي يُسمى حاليًا بوروم هيل. كانت مُعلمة ليثيم في السنة الرابعة بالمدرسة الابتدائية بي. إس. 29، بالقرب من حي كوبل هيل (بروكلين)، المستشارة المستقبلية لمدارس مدينة نيويورك، وكان اسمها كارمن فارينيا، ووصفها ليثيم بالمعلمة «المثالية» وكتب إهداءً لها في روايته الأولى بندقية، وموسيقى عابرة. رغم التوترات والصراعات العرقية، وصف ليثيم طفولته البوهيمية لاحقًا بأنها كانت «مثيرةً» وواسعةً على النطاق الثقافي. جنى ليثيم معرفةً موسوعيةً لموسيقى بوب ديلن، وشاهد فيلم ستار وورز (حرب النجوم) 21 مرةً خلال فترة عرضه الأصلية، وقرأ أعمالًا كاملةً لكاتب الخيال العلمي فيليب كيندرد ديك. قال ليثيم بعد ذلك أن أعمال ديك كان «لها تأثير تكويني على ذاتي مشابه لتأثير الماريجوانا أو موسيقى البانك روك، إذ كانت مسؤولةً مثلهما عن العبث بحياتي بشكل جميل، أو الانحناء بها بلا رجعة في مسار ما زلت أسير فيه حتى الآن».
تطلق والدا ليثيم عندما كان صغيرًا. ماتت والدته جوديث عندما كان في سن الثالثة عشر بسبب إصابتها بورم خبيث في المخ، وهي حادثة ذكر ليثيم أنها ظلت تطارده وأثرت بقوة على كتاباته. (يناقش ليثيم العلاقة المباشرة بين أمه وأغنية بوب ديلن «لايك إيه رولينغ ستون (مثل حجر يتدحرج)» في الوثائقي الكندي كومبليت أنون (المجهول التام) في عام 2003). قال ليثيم في عام 2007 موضحًا: «تحتوي كتبي جميعها على هذا المحور المفقود الصارخ والعملاق، مثل اختفاء اللغة، أو اختفاء شخص ما، أو اختفاء الذاكرة».

## حياته الشخصية
تزوج ليثيم، في عام 1987، من الكاتبة والفنانة شيلي جاكسون؛ وتطلق الزوجان في عام 1997. تزوج ليثيم من جوليا روزنبرغ في عام 2000، وكانت منتجةً تنفيذيةً سينمائيةً؛ وتطلق الزوجان بعد عامين من زواجهما. بدايةً من عام 2007، عاش ليثيم مع زوجته الثالثة، أيمي باريت، التي كانت صانعة أفلام، في مدينة بروكلين ومدينة بيرويك (مين). أنجب ليثيم طفلين، إيفريت باريت ليثيم، التي وُلدت يوم 23 مايو عام 2007، وديزموند براون ليثيم.

## روابط خارجية
- جوناثان ليثيم على موقع IMDb (الإنجليزية)
- جوناثان ليثيم على موقع ميتاكريتيك (الإنجليزية)
- جوناثان ليثيم على موقع مونزينجر (الألمانية)
- جوناثان ليثيم على موقع ألو سيني (الفرنسية)
- جوناثان ليثيم على موقع أول موفي (الإنجليزية)
- جوناثان ليثيم على موقع إن إن دي بي (الإنجليزية)
- جوناثان ليثيم على موقع قاعدة بيانات الفيلم (الإنجليزية)
- جوناثان ليثيم على موقع كينوبويسك (الروسية)